# ブローダーバンド
ブローダーバンド (Brøderbund) は、1980年2月にアメリカ合衆国で設立されたコンピューターゲームおよび教育ソフト、実用ソフトのメーカーである。「Broderbund」との表記もある。

## 概要
設立者であるダグ・カールストンはもともとは弁護士であり、ブローダーバンド設立前は趣味としてTRS-80でプログラムを組み、大手のソフトハウスに投稿していた。
1980年、ソフト開発に専念すべく弁護士を廃業し、弟のゲーリー、妹のキャシーと共同でブローダーバンドを設立。社名の「Broderbund」というのは、英語でいう「Brotherhood」（兄弟の縁・愛情）を意味するスウェーデン語で、3人兄妹で創業したことから命名したものである。同社製ゲームソフトのタイトル画面でもよく表示され1998年まで使用された「トリプル・クラウン（3つの王冠）」のコーポレートマークもここに由来する。会社設立後、Apple II用ソフトウェアの開発・販売を開始。当初は社長であるダグ自らプログラムを組み、セールスして回っていた。
基本的に同社のゲームソフトは、優秀な投稿作品を送ってきたユーザーと個人契約を交わし、共同で作品をブラッシュアップして製品化する形態が多く、そういった作品はタイトル画面に制作者の名前が明記されていた。
日本国内においても、1980年代前半にロードランナー、チョップリフター、バンゲリングベイ、スペランカー、カラテカをはじめとする同社の作品が次々に日本国産のパーソナルコンピュータや家庭用ゲーム機へ移植され、知名度を上げていく。1986年（昭和61年）には、日本法人の株式会社ブロダーバンドジャパンを設立するに至った。
1998年に、同じく教育ソフトメーカーのThe Learning Companyに売却されたが、2024年現在も実用ソフトのブランドとしてブローダーバンドの名前は存続し公式ウェブサイトもある。

## 発売された主なゲーム
日本国産機への移植・販売についてはブローダーバンドは直接関わらず、日本国内の各ソフトハウス、もしくはブロダーバンドジャパンが行っていた。なお、日本国産のゲーム機へ移植された作品については太字で表記する。
- ギャラクティックサーガシリーズ - ダグ自身がプログラミングした。このシリーズを販売するために会社が設立された。
  - ギャラクティック・エンパイア（1980年）
  - ギャラクティック・トレーダー（1980年）
  - ギャラクティック・レボリューション（1980年）
  - タワラズ・ラスト・リダウト（1981年）
- エイリアンレイン（1981年） - スタークラフトのトニー鈴木が制作した、ギャラクシアンタイプの固定画面シューティング。
- ジェネティック・ドリフト（1982年）
- アップルパニック（1982年） - ロードランナーの原型ともいえる固定画面アクション。
- トラック・アタック（1982年）
- A.E.（1982年） - ギャラクシアンタイプの固定画面シューティング。制作者が日本人で、敵機がエイのためA.E.と命名された。
- チョップリフター（1982年）
- デイヴィッズ　ミッドナイトマジック（1982年） - PC-6001mkIISRやPC-6601SRの標準添付ソフトにも選定された、ピンボールゲームの人気作。盤面デザインはピンボール機「Black Knight」（1980年、Williams）を参考にしている。
- スカイブレイザー（1983年）
- ディアブロ（1983年） - PC-8801版は1988年発売[4]。PCエンジン版は「ブロディア」と改題。
- スペランカー（1983年）
- ドロール（1983年）
- ガムボール（1983年）
- ロードランナー（1983年）
  - チャンピオンシップロードランナー（1984年）
- バンゲリングベイ（1984年）
- カラテカ（1984年）
- ステルス（1984年）
- アート・オブ・ウォー（1984年） - PC-8801版は1986年発売[1][5]。
- キャプテン・グッドナイト（1985年）
- カルメン・サンディエゴを追え! 世界編（1985年） - ゲーム仕立ての教育ソフトシリーズ。
- エアーハート（1986年）
- アート・オブ・ウォー 海戦版（1987年）
- ウイングス オブ フューリー（1987年）
- シャッフルパック・カフェ（1988年） - ゲームセンターなどで見かける「エアーホッケー」をパソコン上でゲーム化した作品。試合では、特徴あるさまざまな対戦相手が登場する。台上に障害物が登場したり、ラケットの大きさが変えられたりとパソコンならではの特別ルールも搭載している。[6]
- イース（1989年） - 日本ファルコムが1987年に制作した作品を「Ancient Land of Ys」のタイトルで移植。
- プレイメーカー フットボール（1989年）
- プリンス・オブ・ペルシャ（1989年）
  - プリンス・オブ・ペルシャ2（1993年）
- MYST（1993年）
- 殺意の証明（1995年）

## 発売された主なホームアプリケーション
代表的なホームアプリケーションには以下のものがある。
- プリントショップ
- プリントショップコンパニオン
- バンクストリートライター
- バンクストリートスペラー
- サイエンスツールキット（1985年）- Apple IIを理科の実験に使用するためのキット。専用の周辺機器とセットで販売された。